# Voitia
Voitia là một chi rêu trong họ Splachnaceae.